# Jade Bornay
Jade Bornay (* 9. Februar 2002) ist eine französische Tennisspielerin.

## Karriere
Bornay spielt bislang vorrangig Turniere der ITF Women’s World Tennis Tour, wo sie bislang einen Titel im Doppel gewinnen konnte.
2015 und 2016 nahm sie am renommierten Turnier Les Petits As teil. 2016 erreichte sie im Juniorinnendoppel bei den French Open mit Partnerin Diane Parry mit einem 6:3- und 6:4-Sieg über Baijing Lin und Anastasia Zarycká das Achtelfinale, wo die beiden dann gegen Olessja Perwuschina und Anastassija Potapowa mit 2:6 und 0:6 verloren. 2017 startete sie mit Partnerin Mylène Halemai erneut mit einer Wildcard beim Juniorinnendoppel der French Open. Mit einem 6:1, 1:6 und [10:8] Erstrundensieg gegen Denisa Hindová und Simona Waltert, sowie einem 2:6, 7:66 und [10:5] Sieg im Achtelfinale gegen Emily Appleton und Jelena Rybakina zogen die beiden ins Viertelfinale ein, wo sie dann gegen Ayumi Miyamoto und Wang Xiyu mit 1:6 und 2:6 verloren.
Nach einem Kreuzbandriss 2018 kämpfte sich Bornay wieder in der Rangliste nach vorne und gewann 2021 wieder die ersten kleineren Turniere wie z. B. das  Tournoi de Porspoder. Im Januar 2022 stand sie mit Partnerin Julie Belgraver erstmalig in einem Doppelfinale beim W15 in Cancun, das die beiden aber gegen Natsuho Arakawa und Hina Inoue mit 4:6 und 5:7 verloren. Im September konnte sie mit Partnerin Alina Granwehr den ersten ITF-Titel im Doppel beim W15 in Dijon feiern.

## Turniersiege

### Doppel
| Nr. | Datum              | Turnier | Kategorie | Belag | Partnerin      | Finalgegnerinnen                 | Ergebnis |
| --- | ------------------ | ------- | --------- | ----- | -------------- | -------------------------------- | -------- |
| 1.  | 16. September 2022 | Dijon   | ITF W15   | Sand  | Alina Granwehr | Nicole Gadient Chelsea Vanhoutte | 6:2, 6:3 |